# Максиміліан фон Фрай
Максиміліан (Макс) Рупперт Франц фон Фрай (16 листопада 1852 — 25 січня 1932) — німецький фізіолог австрійського походження, який відомий своїми дослідженнями соматосенсорних рецепторів шкіри.

## Короткий життєпис
Народився в австрійському місті Зальцбург, в тогочасній Австро-Угорщині. Батько Максиміліана, Карл фон Фрай, походив із дворянської родини Верхньої Австрії.
Молодий фон Фрай вивчав медицину у Відні, Фрайбурзі, Мюнхені, та Лейпцигу. Згодом здобув докторський ступінь у Лейпцизькому університеті в 1877 році. Надалі працював у Фізіологічному інституті Карла Людвіга до кінця свого життя. Паралельно був професором фізіології, викладаючи в університетах Вюрцбурга (1898 р.) і Цюриха (1899 р.).

## Науковий внесок
Сфера наукових інтересів фон Фрая змінювалось з часом. У перший період своєї кар'єри він переважно займався фізіологією м'язів, у другий — кровообігом, а в третій став піонером у дослідженнях соматосенсорних рецепторів шкіри: відчуття дотику, болю та пропріоцепції.
В 1885 році, під час роботи в Лейпцигу, робота фон Фрая стосувалась вивчення системи кровообігу. Крім того, йому приписують, спільно з Максом Грубером, розробку раннього прототипу апарату штучного кровообігу (АШК)
Найбільший внесок фон Фрай зробив у розуміння роботи сенсорних механорецепторів шкіри. В 1890-х роках фон Фрай припустив, що біль є незалежною тактильною властивістю, поряд із дотиком, відчуттям тепла і холоду, яка пов'язана зі стимуляцією високопорогових нервових волокон вільних нервових закінчень. Він описав шкіру як мозаїку окремих плям, кожна з яких чутлива до того чи іншого з цих подразників. Також він створив унікальний тип естезіометра, який зараз називають нитками (або волосками) фон Фрая, який складався з різних каліброваних нейлонових або пластикових монофіламентів, кожен з яких має різну жорсткість та, відповідно, чинить різний тиск при контакті зі шкірою. Ці нитки можна використовувати для визначення порогової сили, необхідної для виникнення відчуття дотику чи болю.

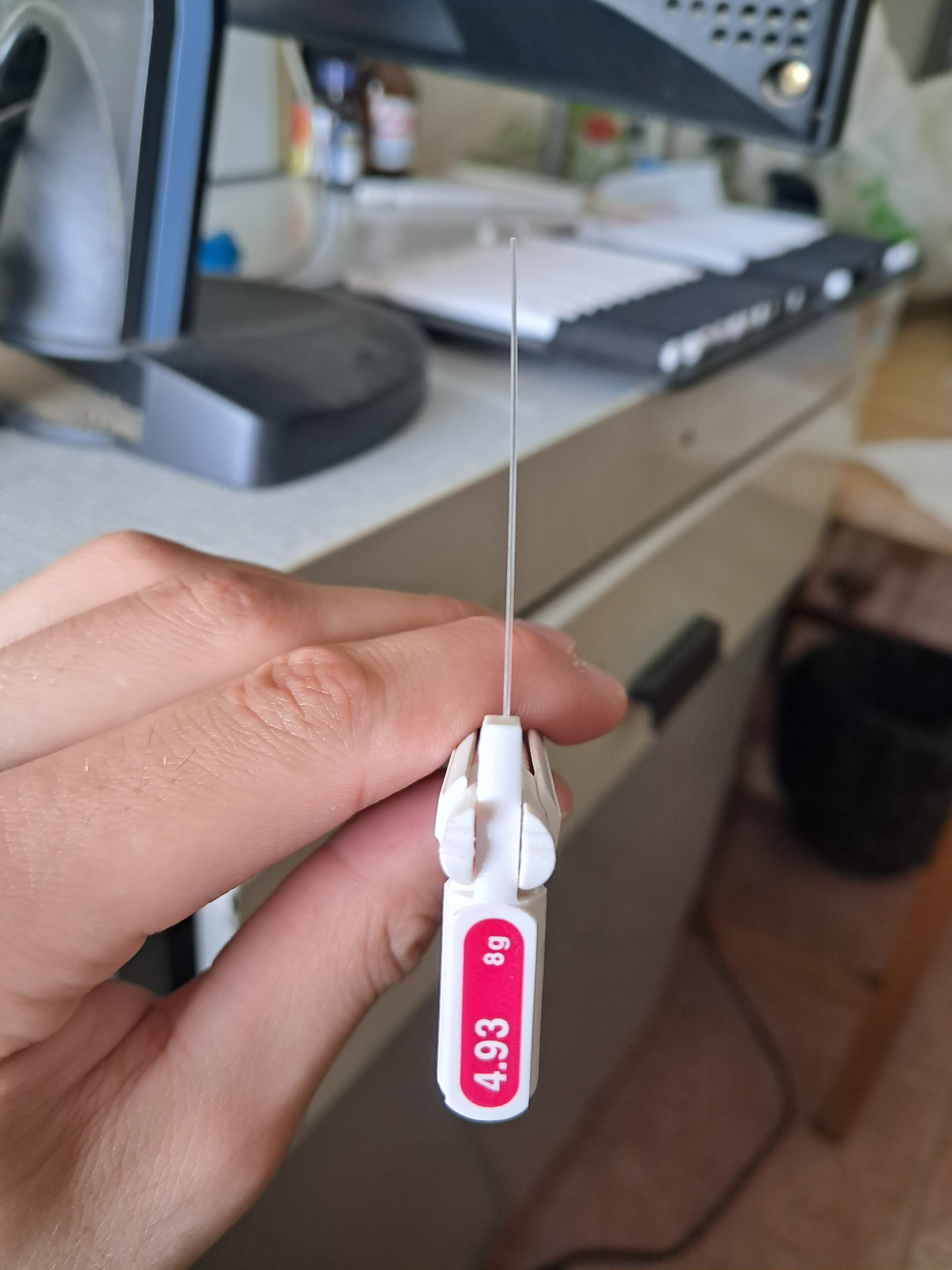
Нейлонова нитка фон Фрая, з каліброваною жорсткістю в 8 г